# Kőváry Károly (matematikatanár)
Kőváry Károly (Rákospalota, 1923. május 10. – Vác, 2003. március 12.) piarista szerzetes, matematikatanár, iskolaigazgató.

## Életrajz
Édesapja tanító volt Tolna vármegyében. Először Kajdacson szolgált, a Perczel-birtokon, aztán Zomba közelébe került egy pusztára. Károly előbb került az elemibe, és a négy osztály után még egy évet ott tanult. Nagyszülei anyai ágon Újpesten éltek, ezért gimnáziumi tanulmányait a Könyves Kálmán Gimnáziumban kezdte. A harmadik osztályban visszakerült Tolnába, Bonyhádra. Az utolsó négy gimnáziumi tanévét töltötte csak egy helyen, a szegedi piarista gimnáziumban, ott is érettségizett 1941-ben.
Még ebben az évben belépett a Piarista Rendbe. A Vácott eltöltött noviciátusi év után került a Kalazantinumba, majd pedig a Pázmány Péter Tudományegyetemre, matematika-fizika szakra. Tanárai voltak többek között Fejér Lipót, Kerékjártó Béla és Novobátzky Károly. A gyakorlóévet a Trefort utcai gimnáziumban végezte Bernolák Kálmán, Messik Béla és Tarján Imre keze alatt.
1947. június 22-én szentelték pappá. 1948-ban államosították az egyházi iskolákat, ezért ő is lelkipásztori feladatokat látott el; először az Örökimádás, majd pedig a Kőbányai Lengyel lelkészségen. Amikor 1952-ben a lelkipásztori szolgálatot sem engedélyezték már számára, akkor kezdett el tanítani rendfőnöki engedéllyel. Soha nem szakadt el a piaristáktól az úgynevezett üldözött korszakban sem. Rendszeresen bejárt a Mikszáth téri rendházba, és nemcsak a matematikusokhoz, hanem a rendtársakhoz is.
1963-ban került a Fővárosi Fazekas Mihály Gimnáziumba, ahol 28 évig tanított. Ezalatt úttörő munkát végzett a speciális matematika tagozat beindításánál. A tagozatos tanterv kialakításánál és didaktikai-pedagógiai módszereinek kidolgozásánál is mértékadó volt az, amit ő csinált saját osztályaiban. Részt vett a tagozatos tankönyvek megírásában és lektorálásában. 15 éven keresztül vezette a Fazekas Gimnázium matematikai munkaközösségét. Tanítványai sok kiemelkedő eredményt értek el a matematikai versenyeken, több mint húsz diákja nyert díjat az évek során a Nemzetközi Matematikai Diákolimpián. Az OKTV-n és a többi országos évfolyamversenyen még ennél is több tanítványa szerepelt sikeresen. Egykori diákjai ma Magyarország mellett Európa és Amerika legkülönbözőbb híres egyetemein tanítanak, komoly tudományos munkássággal rendelkeznek, és többen közülük itthon akadémikusok. Matematikatanárok egész generációját nevelte ki: több iskolában tanítanak egykori tanítványai, akik az ő szellemében nevelik diákjaikat a matematika szeretetére és egymás megértésére. Aktívan részt vett a budapesti pedagógusok továbbképzésében, hosszú ideig szerepet vállalt a tanárképzésben is mint a Szegedi Tanárképző Főiskola levelező hallgatóinak konzultációvezetője.
1991-ben nyugdíjba vonult, s ezzel párhuzamosan rendje az újra induló váci Piarista Gimnázium igazgatásával bízta meg. Sok figyelmet fordított a vidéki, hátrányos helyzetű tehetségek gondozására. 1999-ben átadta a vezérbotot a fiatalabbaknak, ettől kezdve csak a tanítást folytatta tovább. Matematika fakultációt tanított, versenyszakkört tartott, lelkipásztori feladatokat látott el a diákok között. Szinte halála napjáig tanított.
A váci alsóvárosi temető piarista kriptájában helyezték örök nyugalomra 2003. március 19-én. A sírnál kollégája és barátja, Gyapay Gábor búcsúztatta.

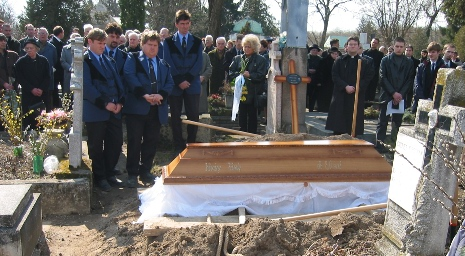
Kőváry Károly temetése 2003. március 19-én Vácott

## Kavics
Kőváry Károlyt szinte mindenki Kavicsként vagy Kavics tanár úrként ismerte. Nevét, melyet még első iskolájában kapott, büszkén viselte, hiszen tanítványaitól kapta.

## Szakmai közéleti tevékenység
1964-től tagja volt a Bolyai János Matematikai Társulatnak, többek között az Oktatási szakosztály titkáraként; 1975-től egészen 1993-ig az alelnöki tisztet is betöltötte. Évtizedekig részt vállalt az OKTV nem-tagozatos versenybizottságában. Több cikke olvasható A matematika tanítása c. folyóiratban és a KöMaL-ban.

## Díjak
1968-ban a Beke Manó-emlékdíj második, 1983-ban az első fokozatát kapta. Megkapta a Munka Érdemrend ezüst fokozatát is. 1997. június 1-jén a Magyar Köztársaság Arany Érdemkeresztjével tüntették ki. 2001. november 19-én megkapta az első alkalommal kiosztott Rátz Tanár Úr-életműdíjat, Urbán Jánossal együtt.
Emléktábláját halálának első évfordulóján, 2004. március 12-én avatták a Fazekas Gimnázium III. emeletén.
A Fazekas Gimnázium 2005 óta Kavics Kupa néven matematika csapatversenyt szervez emlékére.